# Ветурії (рід)
Ветурії — патриціанській рід Стародавнього Риму. Мав сабінське походження. Засновник роду Меммій Ветусій пересилився до Риму за часів правління царя Нуми Помпілія. З цього моменту змінив прізвище Ветусій на Ветурій.
З часом перетворився на один з впливовіших родів ранньої Республіки. Входив до аристократичної групи на чолі із родом Еміліїв. Серед них була багато консулів, децемвирів, інших магістратів. Гілками роду Ветурієв були Філони, Калвіни, Геміни і Красси Цікуріни.

## Відомі Ветурії
- Меммій Ветурій — впливовий політик часів царя Нуми Помпілія.
- Публій Ветурій Гемін Цікурін, один з перших квесторів Республіки 509 року до н. е., консул 499 року до н. е.
- Тіт Ветурій Гемін Цікурін, консул 494 року до н. е., боровся з еквами.
- Тіт Ветурій Гемін Цікурін, консул 462 року до н. е., переможець вольсків.
- Тіт Ветурій Гемін Цікурін, консул 455 року до н. е., переможець еквів.
- Гай Ветурій Красс Цікурін, військовий трибун з консульською владою (консулярний трибун) 377 і 369 років до н. е.
- Тіт Ветурій Калвін, консул 335 та 321 року до н. е., учасник Другої Самнітської війни
- Луцій Ветурій Філон, консул 220 року до н. е., диктатор 217 року до н. е., цензор 210 року до н. е.
- Луцій Ветурій Філон, консул 206 року до н. е.
- Тиберій Ветурій Гракх Семпроніан, монетарій 137 року до н.е.
- Ветурія, мати Гнея Марція Коріолана